# 布兰迪万河战役
是在1777年9月11日美国独立战争期间，北美大陆军与英军在宾夕法尼亚省特拉華縣附近的布兰迪万河發生的一场战役。此役结果英军获胜，北美大陆议会被迫放弃费城。

## 战前部署
1777年从6月底威廉·豪率领的17,000人的英国军队从新泽西乘260多艘軍舰出发，在海上漂了整整34天，7月底才在马里兰州埃尔克河口登陆登陆。9月初，英军在威廉·豪的率领下，终于来到费城近郊的布兰迪万河。这34天虽然没有被敌人打扰，但是17,000人闷在狭小的船舱里长达34天也是苦不堪言。他们本应在离费城不远的特拉华登陆， 结果船的航向偏离到了二百公里之外的马里兰。 
与此同时，乔治·华盛顿将军将20,600人大陆军部署在埃尔克河口与费城之间，打算把英军挡在河对岸。这个阵地选得不错，防守布置得也很严密，但他犯了一个错误，那就是没有好好查看地形。布兰迪万河西面有一道支流，河水浅，河面窄。但是大陆军不知道这个地点，地图上没有标出，因此在这里没有设防。英军登陆地点的河口虽说河面窄，河水浅，但却是泥泞不堪，登陆也并非易事。然而英军登陆后，并没有安营扎寨以休整长途跋涉后劳累的大军，而是马不停蹄地继续进军，华盛顿丧失了一个有效阻止英军登陆的机会。
华盛顿部队在库奇桥经过小规模战斗，放弃了邻近纽波特的红土溪沿岸防御营地，华盛顿选择了临近查茲福鎮的高地作以抗衡英军。查茲福鎮是横跨连接费城和巴尔的摩道路的布兰迪万河的要冲。华盛顿估计会在此地发生战斗，9月9日将部队部署在守卫在查茲福鎮上下浅滩的位置上。在距离查茲福鎮数百英尺以南的帕卢斯福德（Pyles Ford），华盛顿部署了小约翰·阿姆斯特朗将军率领的来自宾夕法尼亚州的1,000名民兵，从这里直到查茲福鎮又部署了安东尼·韦恩将军和纳撒尼尔·格林将军的军团，约翰·沙利文将军所率领的军团沿着布兰迪万河东岸展开，与亞當·史提芬将军和威廉·亚历山大将军共同防守查茲福鎮的高地。在河的上游摩西·哈森 (Moses Hazen)大校指挥一个旅军团守卫布芬顿浅滩（Buffington's Ford ）和威斯塔浅滩（Wistar's Ford），华盛顿认为以此布阵可万无一失了。
英军在肯尼特广场 (Kennett Square)附近集结，考虑到大陆军已严阵以待，威廉·豪并没有从正面进攻，而是声东击西，采用长岛战役时使用的从侧面展开攻击的战法。作为牵制，他以威廉·馮·克尼普豪森率领的6,800名黑森军团在查茲福鎮与华盛顿大军正面对峙，另外，查爾斯·康沃利斯指挥其余的部队从特林贝尔浅滩（Trimble's Ford）跨过布兰迪万河西支流，接着又从杰弗里斯浅滩（Jefferis Ford）跨过东支流（这里恰恰是华盛顿忽略的地点），从这里向南从侧面攻击华盛顿部队。

## 战斗经过

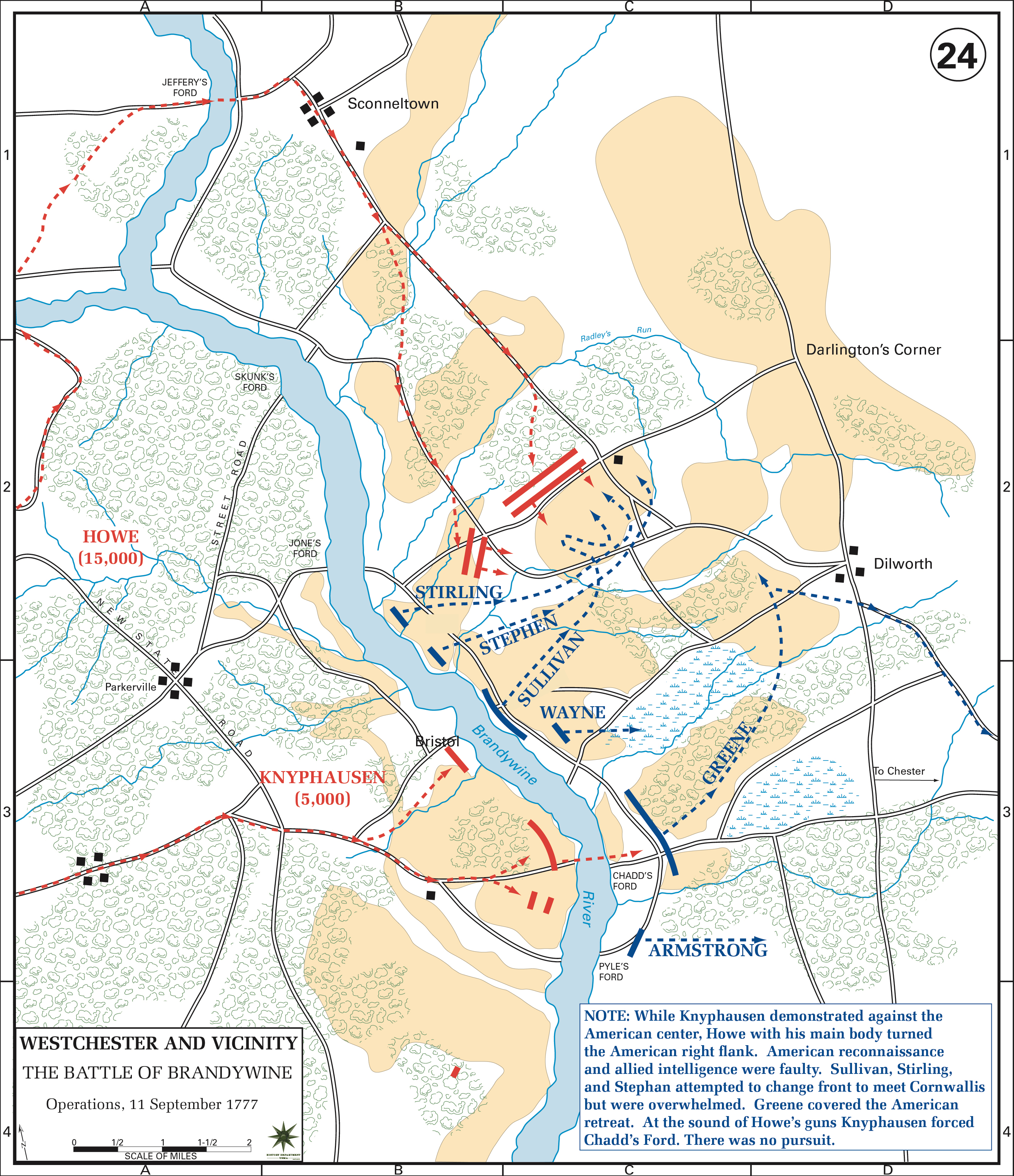
白蘭地河戰役地圖

9月11日清晨，部署在布兰迪河湾正面黑森军团开始攻击。大陆军在威廉·亚历山大将军和约翰·沙利文将军的指挥下，有条不紊地进行阻击。就在双方打得难解难分的时候，前一天晚上由康沃利斯将军率领，绕道而行，悄悄渡过河的英军突然出现在大陆军的右翼，发起猛烈的进攻。这一招完全出乎华盛顿的意料。仓促之中，他一面让亚历山大将军和沙立文将军抽出一部分人马去右翼，一面把格林将军的军团填上去，企图阻止英军的脚步。但大陆军的阵容已经开始乱了。华盛顿在山坡上把战局看得一清二楚，败局不可避免，现在要做的是赶紧组织有秩序的撤退，减少损失。但战士们只顾逃跑，根本无法进行有效的抵抗。华盛顿正与将军们紧急研究对策，在拉法耶特的请求下，华盛顿令他赶到溃退的部队那里，阻止军队的溃逃。拉法耶特冲到阵前，用带着浓重法国腔的英语大声疾呼，叫大家不要乱。在他的竭力劝阻之下，败军逐渐稳定下来。在战斗中，他的左小腿负伤。

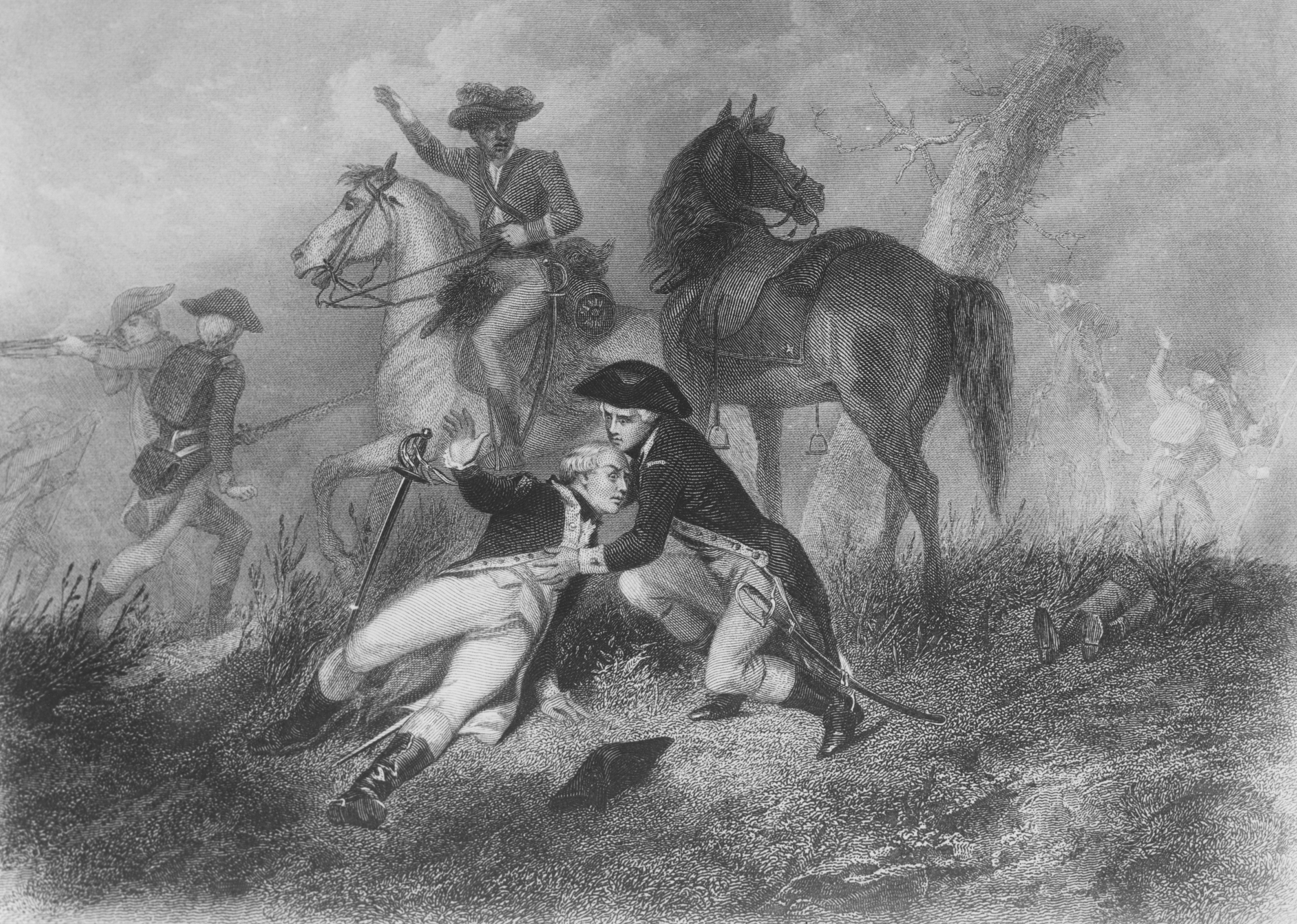
战斗中受伤的拉法耶特

趁着华盛顿部队阵脚大乱之际，正面的黑森军团渡过查茲福鎮浅滩，从布兰迪万河东岸向已经被消弱了的大陆军主力部队发起猛攻，击溃了威廉·麥斯威爾的军团和韦恩军团。阿姆斯特朗的民兵们甚至连战斗没有参加就撤出了战场。为了给大部队赢得撤退的时间，格林将军派出了乔治·温顿死守迪尔沃思郊外道路，迟缓英军的攻势。当夜幕降临时，英军放缓了进攻，乔治·温顿的部队也随即撤出战场。整个大陆军从半夜直到第二天天亮陆陆续续地撤退到了切斯特。大陆军撤退时，炮兵队的战马几乎全部被打死，大陆军的大炮都被遗弃在阵地上。

## 双方损失

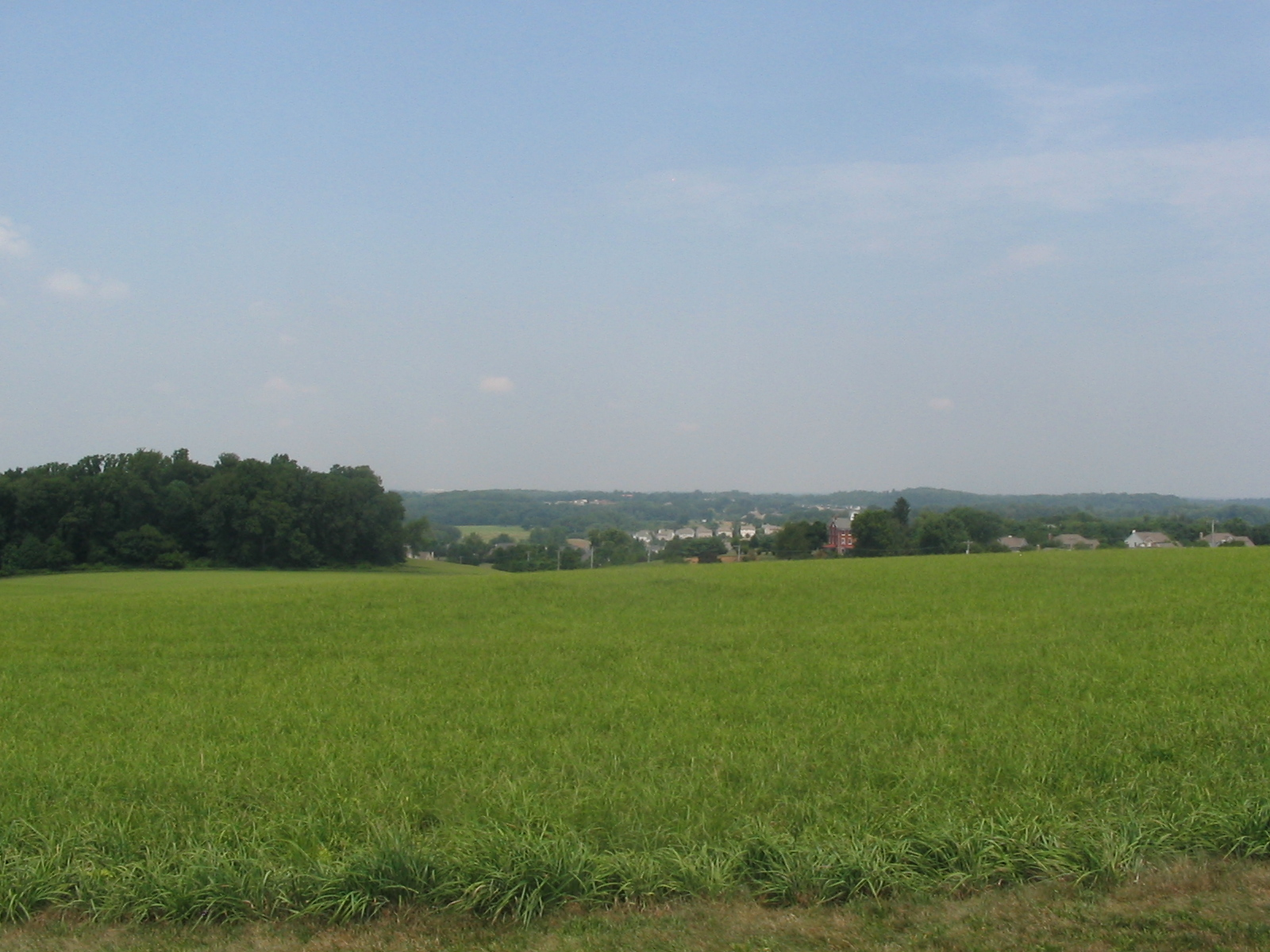
战场旧址

英军方面的损失，据官方统计，阵亡93人（士官8人、下士7人、士兵78人），受伤488人（士官49人、下士40人、士鼓手4人、士兵395人），6人失踪。总共587人。其中黑森军团损失40人。
大陆军方面的损失，英军方面的评估数字不一，有说是：400名“反叛者”被英军下葬。也有说：敌军阵亡502人。而威廉·豪给英国陆军大臣的报告中说是：大陆军战死300人、600人负伤、近400人被俘。9月14日大陆军大约350名负伤士兵被送到特拉华威尔明顿的英军战地医院。
大陆军的格林将军对此评估的数字是，大陆军估计损失1,200人至1,300人。这个数字大概被认为比较可靠。

## 战斗之后
这次战役是华盛顿重蹈了长岛战役的覆辙而导致的失败，如果不是沙利文将军、威廉·亚历山大将军以及格林将军的这些下属军官的竭尽全力奋战，大陆军很有可能全军覆灭。历史学者指出威廉·豪完全可以通过这次战役全歼大陆军，但是两年前的那场邦克山战役的后遗症让他变得心有余悸，他只是一味重视从侧面攻击大陆军，而错过了与黑森军团合围大陆军的机会，从而使大陆军的主力撤离了战场。
战役结束后，大陆议会放弃了费城，转移到了約克。英军于9月26日开进费城。